# Thomas U. Sisson
Thomas Upton Sisson, född 22 september 1869 i Attala County, Mississippi, död 26 september 1923 i Washington, D.C., var en amerikansk politiker (demokrat). Han var ledamot av USA:s representanthus 1909–1923.
Sisson efterträdde 1909 Wilson S. Hill som kongressledamot och efterträddes 1923 av T. Jeff Busby. Sisson avled senare samma år och gravsattes på Oakwood Cemetery i Winona.